# Passagiersvervoer
Passagiersvervoer is het vervoer van personen naar een bepaalde bestemming. Dit kan in verschillende vervoermiddelen gebeuren, bijvoorbeeld een bus, trein, vliegtuig of schip. Een passagier betaalt hier doorgaans een vergoeding voor. De passagier neemt niet actief deel aan het verkeer. Passagiersvervoer heeft de laatste decennia een sterk opwaartse evolutie doorgemaakt. Dit zou nooit mogelijk geweest zijn zonder de technologische revolutie van de jaren 70. 

## Passagiersrechten
Passagiersrechten worden beter en beter beschermd. Het Europees Parlement heeft een wetgeving aangenomen die in geval van vertraging, annulering of weigering voorziet in een vergoeding. Ook bij ongelukken of overlijden wordt er gezorgd voor een compensatie. 
Mensen met een handicap of met beperkte mobiliteit mogen de toegang niet geweigerd worden, tenzij hun veiligheid in het gedrang zou zijn. Bovendien hebben deze mindervalide personen recht op gratis bijstand.

## Veiligheid
Ondanks het relatief lage aantal doden bij trein-, scheeps- en vliegtuigongevallen is er nog steeds een te hoog aantal doden bij wegongevallen. In samenwerking met de specifieke Europese agentschappen voor de zeevaart, de luchtvaart en de spoorwegen (het EMSA, het EASA en het ERA) voert de Europese Commissie de nodige veiligheidsnormen door.

## Groei
De gemiddelde groei van het passagiersvervoer in Europa tijdens de periode 1995-2004 hield met 1,9% nagenoeg gelijke tred met de economische groei van gemiddeld 2,3%. In totaal steeg het passagiersvervoer in de periode 1995-2004 met 18%. Dit ondanks de terugval na de aanslagen op 11 september 2001.